# Cascade du Bief de la Ruine
La cascade du Bief de la Ruine est une chute d'eau d'une hauteur totale de 110 m située sur le ruisseau du Bief de la Ruine, affluent rive droite de la Saine, dans la commune de Foncine-le-Bas dans le Jura.

## Géographie
Située dans les gorges de Malvaux creusées par la Saine au nord du parc naturel régional du Haut-Jura, elle est composée d'une dizaine de sauts successifs d'une longueur totale de 350 m avec un dénivelé de 110 m,, ce qui en fait la plus grande cascade du Massif du Jura. Arrivée au bas de sa chute, elle passe sous le viaduc de l'ancienne ligne du tram et conflue avec la Saine.
Deux belvédères permettent de l'admirer :  
- Celui situé au bord de la route D 127 qui offre une vue globale de la cascade ;
- Celui du viaduc du tram accessible à pied par le GR 559A.

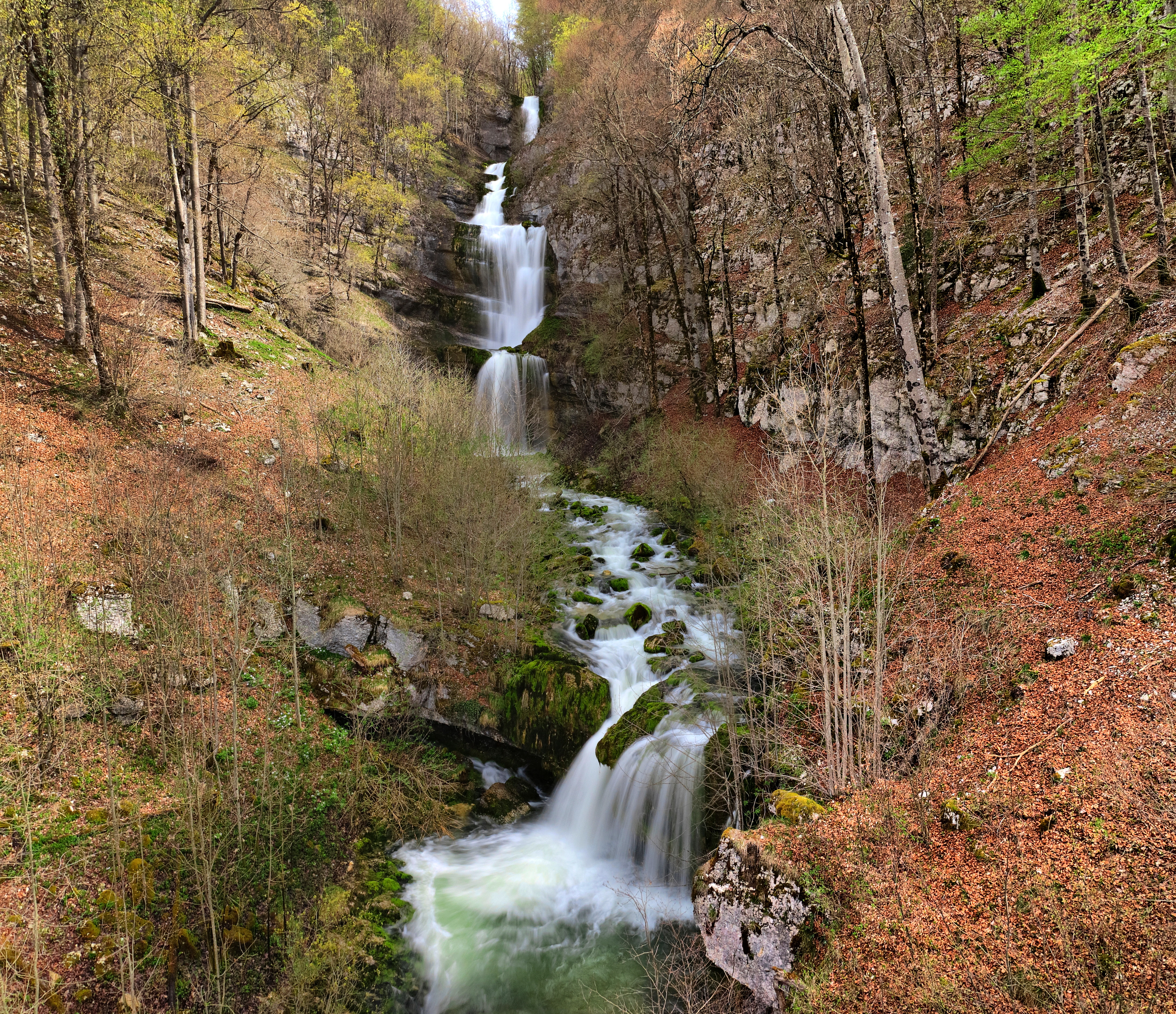
Vue de la cascade depuis le viaduc du tram.
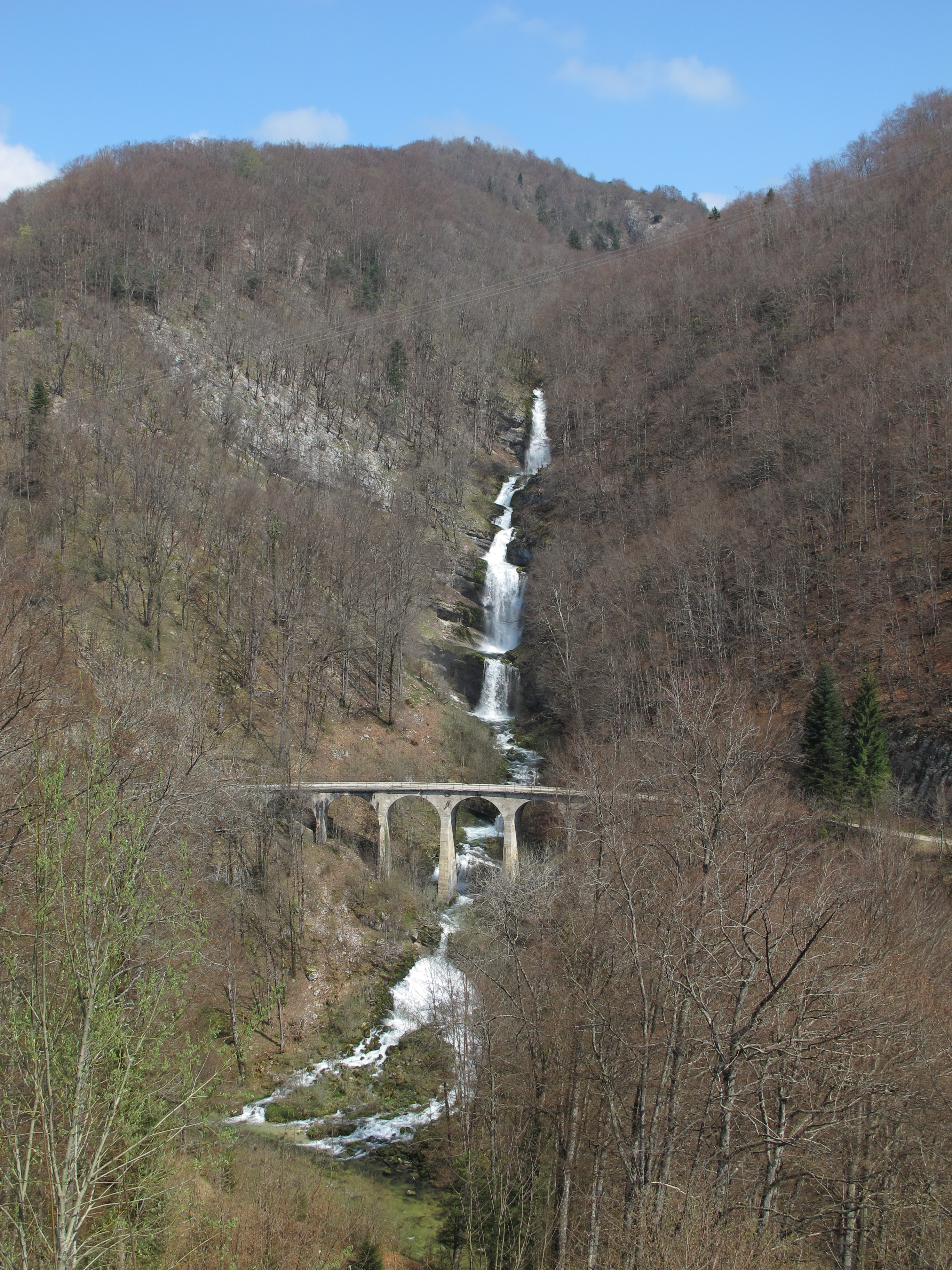
Autre vue de la cascade.
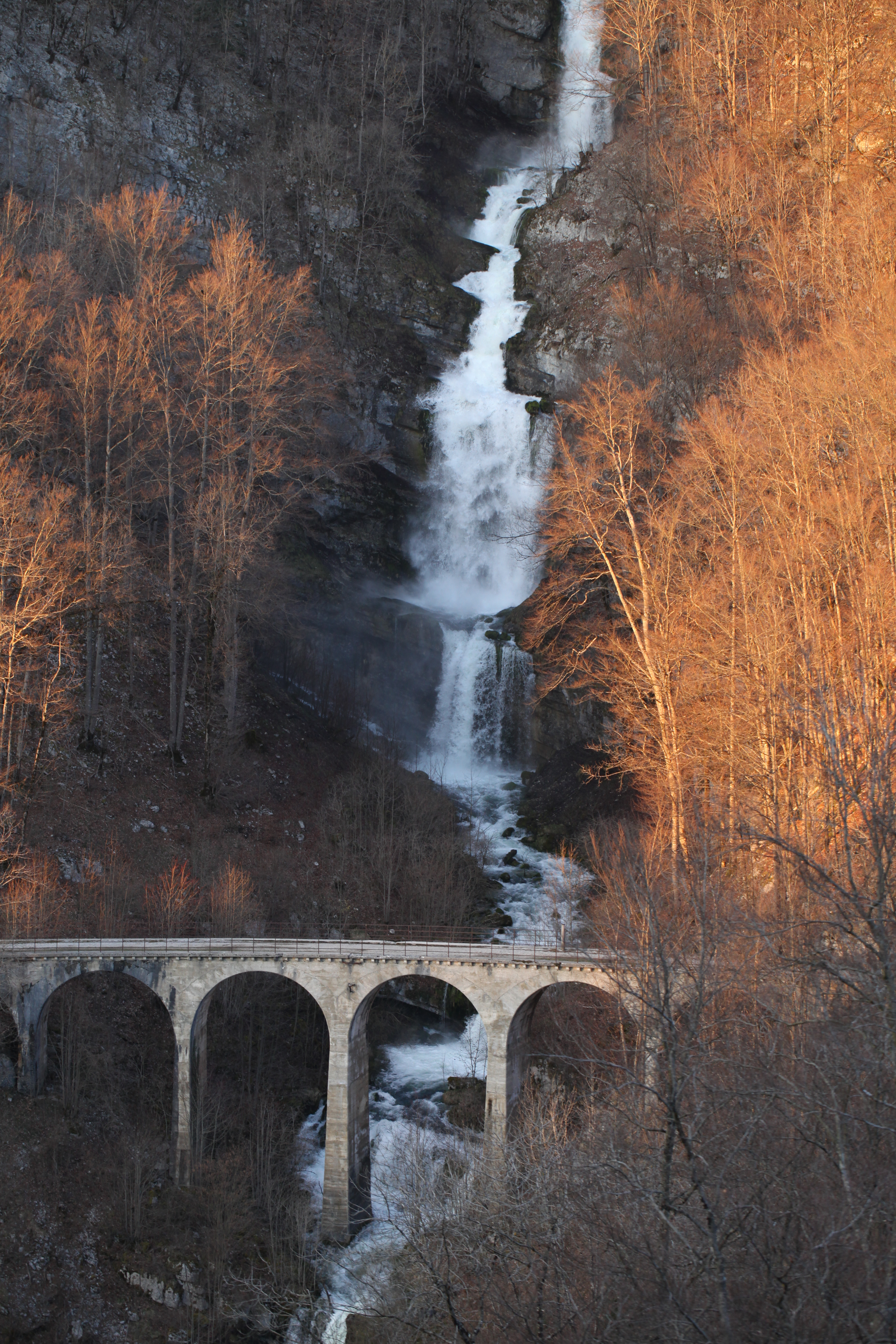
Vue de la cascade (avril).